# Shake the Sheets
Albums de Ted Leo and the Pharmacists
Hearts of Oak (album)
(2003) Living with the Living
(2007)
Shake the Sheets est le quatrième album du groupe de rock américain Ted Leo and the Pharmacists sorti en 2004 sous le label Lookout! Records. Un vidéo-clip du morceau Me and Mia a été réalisé.

## Liste des morceaux
1. Me and Mia – 3 min 47
2. The Angels' Share – 3 min 04
3. The One Who Got Us Out – 3 min 31
4. Counting Down the Hours – 3 min 07
5. Little Dawn – 5 min 33
6. Heart Problems – 3 min 13
7. Criminal Piece – 2 min 42
8. Better Dead Than Lead – 3 min 47
9. Shake the Sheets – 4 min 43
10. Bleeding Powers – 2 min 51
11. Walking to Do – 3 min 36